# Casa Bianca (Messina)
Casa Bianca è una località italiana frazione del comune di Messina. Si trova a una distanza di circa 15 km dal centro cittadino.
Casa Bianca è una località balneare.